# Großsteingrab Wersabe
Das Großsteingrab Wersabe war eine megalithische Grabanlage der jungsteinzeitlichen Trichterbecherkultur bei Wersabe, einem Ortsteil der Gemeinde Hagen im Bremischen im Landkreis Cuxhaven (Niedersachsen). Es wurde im 19. Jahrhundert zerstört.

## Lage
Das Grab befand sich im Moor bei Wersabe in Richtung Hagen am Südende des Anschars- oder Scharsdamms, einer 500 m langen sandigen Erhebung.

## Beschreibung
Das Grab war ganz im Moor versunken, sodass nur die drei Decksteine sichtbar waren. Eine genaue Beschreibung der Anlage durch den Pastor Fromme aus Wersabe erfolgte erst nach ihrer Zerstörung anhand von Aussagen der Arbeiter. Demnach war es ost-westlich orientiert und etwa 10 Schritt (ca. 7,8 m) lang, 5 Schritt (ca. 3,9 m) breit und vermutlich 4 Fuß (ca. 1,2 m) tief. Unter den Decksteinen wurden insgesamt elf Wandsteine entdeckt: drei bzw. vier an den beiden Langseiten und jeweils zwei an den Schmalseiten. Es dürfte sich nach dieser Beschreibung um einen Großdolmen gehandelt haben. Der Boden war mit einer festen, zementartigen Masse gepflastert, auch die Hohlräume zwischen den Wandsteinen waren mit dieser Masse ausgefüllt. Es handelte sich hier vermutlich um eine Mischung aus fein zerschlagenen Feuersteinen und Lehm.
In der Grabkammer wurden noch einige Knochenreste, wohl fünf Keramikgefäße und einige Feuerstein-Beile gefunden. Die meisten Beile wurden von den Arbeitern mitgenommen, ihr Verbleib ist unklar. Eines konnte Fromme erwerben und vermachte es dem Museum in Stade, dem heutigen Schwedenspeicher-Museum, zusammen mit dem Unterteil eines verzierten Keramikgefäßes, den Bruchstücken von zwei weiteren Gefäßen sowie zwei Eisenstücken, die offenbar auch im Grab oder in dessen Umfeld aufgefunden worden waren.

## Das Grab in regionalen Sagen
Nach Fromme hielten die Anwohner die Decksteine der Anlage für Gräber von schwedischen Offizieren, die im Dreißigjährigen Krieg gefallen waren.